# 국립해양박물관 백자철화운룡문호
국립해양박물관 백자철화운룡문호(國立海洋博物館 白磁鐵畵雲龍文壺)는 부산광역시 영도구 국립해양박물관에 있는 조선시대의 백자이다. 2017년 7월 19일 부산광역시의 문화재자료 제99호로 지정되었다.

## 개요
부산박물관 백자청화운룡문호는 높이 45.0cm로, 운룡문이 그려진 용준에 해당된다. 이 운룡문은 『산릉도감의궤(山陵都監儀軌)』에 그려진 청룡도상과 일맥상통하고 있으나 다소 정형화된 특징을 보여준다. 또한, 이 운룡문의 유려하고 생동감 넘치는 필력과 구름문의 거침없는 회화적 묘사 등으로 미루어 부산박물관 소장 청화백자의 운룡문은 도화서 화원이 그린 것으로 추정된다.
제작 시기는 청화백자의 제작이 17세기 말 이후 다시 시작된 점, 운룡문의 전체 형태가 1720년(경종 즉위) 『숙종명릉산릉도감의궤』의 청룡(靑龍) 도상(圖像)과 부합하는 점 등에서 18세기로 추정되며, 호의 크기가 높이 40-50cm내외로 대형인 호의 용도는 화준으로,소형은 주준으로 연구된 바가 있으므로, 부산박물관 소장 백자청화운룡문호는 화준으로 이용되었을 것으로 추정할 수 있다.
이 백자청화운룡문호는 18세기에 생산된 입호 형식의 백자항아리로 완형일 뿐만 아니라 문양인 운룡문의 표현이 정확하여 같은 시기 의궤의 도상과 부합하는 점에서 18세기 관요에서 제작된 청화백자 용준(龍樽)의 실례로서 의의가 있어 부산광역시지정 유형문화재로서의 가치는 충분하다고 생각된다.

## 참고 문헌
- 국립해양박물관 백자철화운룡문호 - 국가유산청 국가유산포털